# القاهر بن زياد (القريشية)

تعديل مصدري - تعديل

القاهر بن زياد هي إحدى قرى عزلة قيفه آل محن يزيد بمديرية القريشية التابعة لمحافظة البيضاء، بلغ تعداد سكانها 386 نسمة حسب تعداد اليمن لعام 2004.